# Sukkur Barrage
Die Sukkur Barrage (frühere deutsche Bezeichnung Lloyd-Damm in Sukhur) ist eine Staumauer am Indus bei Sukkur in der Region Sindh in Pakistan, mit der das Wasser des Indus auf seinen beiden Seiten in Bewässerungskanäle geleitet wird. Sie wurde am 16. Januar 1932 durch den indischen Vizekönig eingeweiht. Sie ist inzwischen die älteste der neuzeitlichen Staustufen und Talsperren am Indus. Das bewässerte Gebiet umfasste anfangs 20.000 km² und wurde später auf 33.400 km² vergrößert. Der Bau der größten derartigen Anlage der Welt kostete fünfzehn Millionen Pfund.

## Beschreibung
Der mäandernde Indus fließt bei Sukkur fast in ost-westlicher Richtung. Die geradlinige, sich von Ufer zu Ufer in nord-südlicher Richtung erstreckende Sukkur Barrage ist etwa 1,5 km lang. Unmittelbar vor ihr befinden sich am rechten, nördlichen Ufer die Einlassbauwerke für den Dadu Canal, den Rice Canal und den Northwestern Canal und am linken, südlichen Ufer die Einlassbauwerke für den Khaipur Feeder West Canal, den Rohri Canal, den Khaipur Feeder East Canal und den Nara Canal (von der Barrage flussaufwärts gezählt).
Die Staumauer hat eine ungefähr acht Meter breite Krone und daneben auf einem niedrigeren Niveau eine zweispurige Straße, die Sukkur Barrage Bridge. Sie besteht aus Mauerwerk und einer langen Reihe von 68 Stahlbetonbögen mit Natursteinverkleidung und mit Stützweiten von 18,29 m (60 ft). Je ein Bogen überspannt die Straßen auf den Uferdeichen, die anderen die 66 Tore, in denen sich die Schütze zur Regulierung des Durchflusses befinden. Mit ihnen kann der Wasserspiegel um 5,3 m (17 1/2 ft) über der Sohlschwelle gehoben werden. Auf der Krone fahren die Portalkrane zu Bedienung der Schütze. Die Staumauer ist in 8 Gruppen unterteilt, die durch stärkere und längere Pfeiler miteinander verbunden sind. Die 6 mittleren Gruppen haben jeweils 9 Tore, die nördliche hat 5 und die südliche hat 7 Tore.
Die Sukkur Barrage dient hauptsächlich dazu, den Flusspegel anzuheben, um das Wasser in die 7 Bewässerungskanäle zu leiten. Daneben dient sie der Hochwasserregulierung. Ursprünglich konnte sie durch vollständige Öffnung der 66 Tore eine Flut von 42.475 m³/s abführen. Als man später den Zulauf zu den nördlichen Kanälen verbesserte und dazu eine Insel anlegte (verbunden mit der Schließung von 10 Toren) wurde dieser Wert auf 25.485 m³/s reduziert. Inzwischen hat der Bau von Deichen entlang des Indus zu häufigeren Hochwässern geführt.

## Geschichte
Das historische Vorbild der Sukkur Barrage waren die Delta Barrages am Nil. Sowohl der erste Entwurf wie auch das spätere Projekt der Delta Barrages war Mitte des 19. Jahrhunderts von Franzosen im Dienst der ägyptischen Bauverwaltung erstellt bzw. ausgeführt worden. Der französische Begriff barrages wurde von den Briten beibehalten, als sie später die Kontrolle Ägyptens übernahmen, die Delta Barrages sanierten und weitere vergleichbare bauten, wie zum Beispiel die 1902 fertiggestellte Assiut Barrage (die ebenfalls 9 Tore pro Gruppe hat). Ihre Wasserbauingenieure in Britisch-Indien, die am Indus ähnliche Aufgaben hatten, übernahmen nicht nur den Ausdruck, sondern schon 1868 die Idee, eine solche barrage auch bei Sukkur zu bauen. Es dauerte bis 1923, bis eine endgültige Bewilligung durch George Lloyd, den Gouverneur von Bombay, erteilt wurde und die Bauarbeiten begannen. Ihm zu Ehren wurde das Bauwerk später Lloyd Barrage benannt (eine Bezeichnung, die heute nicht mehr üblich ist).
Die Bauarbeiten wurden 1932 vollendet und das Bewässerungsprojekt der Sukkur Barrage in Betrieb genommen.
Die Anlage wird heute von der SIDA – Sindh Irrigation & Drainage Authority verwaltet.
Am südlichen Ende der Sukkur Barrage befindet sich das Lloyd Museum, in dem der Bau und die Geschichte der Sukkur Barrage dargestellt wird.
Etwa 130 m flussabwärts quert die 6-spurige N 65 den Indus auf einer Stahlbeton-Balkenbrücke.